# Les Atavismes du crépuscule (Phénomène obsessif)
Les Atavismes du crépuscule (Phénomène obsessif) est un tableau réalisé par le peintre espagnol Salvador Dalí vers 1933. Cette huile sur toile est une variation surréaliste sur le thème de L'Angélus de Jean-François Millet. Elle est conservée au musée des Beaux-Arts de Berne, à Berne.